# Atlético Acreano
Maillots
Actualités
Dernière mise à jour : 13 avril 2020.
L'Atlético Acreano est un club brésilien de football basé à Rio Branco dans l'État de l'Acre.

## Palmarès
- Championnat de l'État de l'Acre
  - Champion : 1952, 1953, 1962, 1968, 1987, 1991, 2016, 2017, 2019